# ديلي إكسبريس (صحيفة)
ديلي إكسبريس (بالإنجليزية:ديلي إكسبريس (صحيفة)) صحيفة بريطانية يومية ذات سياسة محافظة أسسها السيد أرثر بيرسون عام 1900. وتعد هي الرائدة لصحف نيوزببر إكسبريس ومالكها ريتشارد ديزموند. وهي تابعة لشركة نورثن أند شل للإعلام. وتنشر نيوزببر إكسبريس ديلي إكسبريس، صنداي إكسبريس والتي بدأت عام 1918، ديلي ستار، ديلي ستار صنداي.

## روابط خارجية
- ديلي إكسبريس على موقع الموسوعة البريطانية (الإنجليزية)